# Onorificenze della Papua Nuova Guinea
Elenco degli ordini cavallereschi concessi dallo Stato Indipendente della Papua Nuova Guinea.
Il Sovrano di Papua-Nuova Guinea, nonché Sovrano del Regno Unito, è il sovrano dell'Ordine di Logohu, attualmente la regina Elisabetta II, Cancelliere e Gran Capo è il Governatore-Generale di Papua-Nuova Guinea in carica.

Stemma della Papua Nuova Guinea

## Ordini cavallereschi
| Nastro | Nome                                         | Post-Nominale                                                                                           | Anno di fondazione |
| ------ | -------------------------------------------- | --- | ------------------ |
|        | Croce al Valore                              | CV | 2004               |
|        | Ordine di Logohu (dell'Uccello del Paradiso) | Grand Companion of Logohu (GCL) Officer of Logohu (OL) Member of Logohu (ML) National Logohu Medal (LM) | 2004               |
|        | Ordine della Stella di Melanesia             | CSM | 2004               |

## Ordine di precedenza
- Croce al Valore (CV)
- Gran Compagno di Logohu (il Cancelliere con il titolo di "Grand Chief", i membri della Famiglia reale insigniti, con il titolo di "Royal Chief", gli altri di "Chief") (GCL)
- Compagno della Stella di Melanesia (CSM)
- Ufficiale di Logohu (OL)
- Membro di Logohu (ML)
- Medaglia nazionale di Logohu (LM)
- Medaglia Croce del servizio medico (CMS)
- Medaglia per il servizio militare distinto (DMS)
- Medaglia per il servizio di polizia distinto (DPS)
- Medaglia per il servizio di polizia penitenziaria distinto (DCS)
- Medaglia per il servizio di emergenza meritorio (MES)
- Medaglia per il servizio pubblico meritorio (MPS)
- Medaglia per il servizio comunitario meritorio (MCS)
- Medaglia di Commenda per servizio valutabile (CVS)